# Naissance en 1004
Naissance
- 1000
- 1001
- 1002
- 1003
- 1004
- 1005
- 1006
- 1007
- 1008

Cette page dresse une liste de personnalités nées au cours de l'année 1004 :
- Abdallah ibn Al-Aftas, fondateur de la dynastie Bani Al-Aftas du Taïfa de Badajoz.
- Dedo II, margrave de la Marche de l’Est saxonne.
- Godgifu, comtesse de Mantes et princesse anglo-saxonne, fille du roi Æthelred II le Malavisé et de la princesse Emma de Normandie.
- Guillaume VI d'Aquitaine, comte de Poitiers, sous le nom de Guillaume IV, et duc d'Aquitaine, sous le nom de Guillaume VI.
- Minamoto no Takakuni, noble et érudit du Japon ancien.
- Nasir e Khosraw, philosophe, théologien et poète ismaélien de langue perse.